# Bélinabé
 (juillet 2016).
Si vous disposez d'ouvrages ou d'articles de référence ou si vous connaissez des sites web de qualité traitant du thème abordé ici, merci de compléter l'article en donnant les références utiles à sa vérifiabilité et en les liant à la section « Notes et références ».
 (décembre 2016).
Bélinabé est un village du sud de la Mauritanie qui fait partie de la commune de Kaédi, dont la principale localité, la ville de Kaédi, est située à cinq kilomètres à l'est du village. Il est situé dans le département de Kaédi de la région du Gorgol, le long du fleuve Sénégal.

## Histoire
Bélinabé a été fondé au début du XVIIe siècle.
Ses habitants sont tous de l’ethnie Peul.
Le village possède un collège et un dispensaire.
En 2016, le village a été victime d'un conflit foncier assez régulier dans cette vallée du fleuve Sénégal. Des terres sur lesquelles les habitants faisaient leurs cultures ont été confisquées par une riche famille et les habitants ont essayés de se rebeller mais ont rapidement été rappelé à l'ordre.

## Économie
L'économie du village repose sur l'agriculture, notamment la production de farine.
La coopérative de Bélinabé utilise un système de pompage pour permettre une meilleure exploitation agricole, notamment à l'aide d'une motopompe.
Un projet d'installation d'une unité de transformation céréalière a été réalisé au profit de la coopérative de femmes Fari-Golol en 2021. Cette installation va permettre au village d'accroitre sa production et va contribuer à l’amélioration de la situation alimentaire et nutritionnelle dans la région.

## Culture
L'association des ressortissants de Bélinabé en France est une association caritative à buts multiples créé en 2009 pour aider les ressortissants du village en France ainsi que pour favoriser son développement sur le plan économique, social et culturel.
Le militaire Mahamadou Sy, originaire du village de Bélinabé, a écrit le livre L'Enfer d'Inal pour décrire les horreurs des "camps de la mort" desquels il a survécu. Il est aujourd'hui réfugié politique en France.